# 船底座RT
船底座RT，亦稱、和，是一顆位於船底座中的變星。這顆恆星是至今人類已知體積最大的恆星之一，其半徑約為太陽半徑的1,090倍。

## 恆星狀況
船底座RT是一顆紅超巨星，其恆星光譜分類為M2I，在赫羅圖中的位置為右上方。所有紅超巨星均位於赫羅圖的右上方，它們的亮度均非常高，但有效溫度卻相對主序星低。天文學家們測量出這顆恆星的半徑為太陽半徑的1,090倍，因此成為人類已知體積最大的恆星之一。（人類已知體積最大的恆星為盾牌座UY，其半徑為太陽半徑的1,708倍。）作為一顆紅超巨星，船底座RT的亮度也非常高，為太陽亮度的180,000至220,000倍，且很可能是200,000倍。但是，其有效溫度非常低，僅為3625 K，比太陽的有效溫度（5778 K）低逾2000 K。雖然其有效溫度較低，從而減低亮度，但因為其表面面積極大，所以大幅增加了其亮度。因此，船底座RT比太陽還要明亮20萬倍。儘管其亮度是如此之高，但因為與地球距離極遠，所以視星等僅為8.55等。這代表船底座RT在夜空中是不可被肉眼所看見的，需要透過望遠鏡才能觀看。另外，包圍船底座RT的塵埃雲亦減低了其亮度。

## 變星
船底座RT也是一顆變星。天文學家發船底座RT的亮度經常出現變化，且這些變化是不規則且非週期性的，所以他們將這顆恆星歸類為不規則變星。而在不規則變星中，天文學家又進一步將這顆恆星歸類為脈動型不規則變星。而且，所有脈動型不規則變星都是巨星或次巨星。作為一顆變星，其振盪週期為201天。

## 體積
船底座RT是已知體積最大的恆星之一，体积比太陽大極多。其半徑為太陽半徑的1,090倍，即地球半徑的118,810倍，或5.1天文單位（762,445,000公里）。船底座RT的體積非常大，能夠容納逾54億個太陽，或7000兆個地球。如果以船底座RT取代太陽在太陽系中的位置，那麼所有類地行星均會被吞噬，超過火星軌道（1.5天文單位，227,936,640公里），並且迫近木星軌道（5.204267天文單位，778,547,200公里）。光繞這顆恆星的赤道行走一周將會需時4.44小時，而光繞太陽的赤道行走一周僅需時14.5秒。